# Juan Ramón Epitié-Dyowe
Juan Ramón Epitié-Dyowe Roig (Manresa, 12 oktober 1976), voetbalnaam Epitié, is een profvoetballer. Zijn vader is afkomstig uit Equatoriaal-Guinea, zijn moeder uit de Spaanse regio Catalonië. 
Epitié speelt als aanvallende middenvelder bij Deportivo Alavés en het Equatoriaal-Guinees nationaal elftal.
Epitié speelde van 1995 tot 1997 bij Palamós CF. Hij speelde op proef bij de jeugd van FC Barcelona, maar Epitié werd afgewezen. In juli 1997 ging hij naar de jeugdopleiding van Real Madrid. Na een seizoen op huurbasis bij CD Castellón en Getafe CF in 1997/1998 kwam de middenvelder in 1998 bij Real Madrid B. Na een goed seizoen 1999/2000 met 33 wedstrijden en 13 doelpunten (waarvan vier in de thuiswedstrijd tegen CD Ourense op 28 januari 2000) in de Segunda División B, werd Epitié in 2000 gecontracteerd door Deportivo Alavés. Hij speelde in het seizoen 2000/2001 vooral in het tweede elftal. Op 9 november 2000 debuteerde Epitié echter in het eerste elftal van Alavés in de UEFA Cup-wedstrijd tegen Lillestrøm SK (2-2) en hij scoorde bovendien. Als invaller maakte de middenvelder vlak voor de tijd de gelijkmaker. In 2001 vertrok Epitié alweer bij Deportivo Alavés en hij speelde achtereenvolgens voor Recreativo Huelva (2001-2002), opnieuw Palamós CF (2002), Burgos CF (2003), de Israëlische clubs Bnei Yehuda Tel Aviv (2003) en MS Ashdod (2004), wederom Deportivo Alavés (2004-2005) en opnieuw CD Castellón (2005-2006). Sinds januari 2007 staat Epitié voor de derde keer onder contract bij   Deportivo Alavés.